# Loncopué megye
Loncopué egy megye Argentína nyugati részén, Neuquén tartományban. Székhelye Loncopué.

## Népesség
A megye népessége a közelmúltban a következőképpen változott:
| Év   | Lakosság |
| ---- | -------- |
| 2001 | 6436     |
| 2010 | 6925     |